# Sticta sublimbata
Sticta sublimbata är en lavart som först beskrevs av J. Steiner, och fick sitt nu gällande namn av Swinscow & Krog. Sticta sublimbata ingår i släktet Sticta och familjen Lobariaceae.   Inga underarter finns listade i Catalogue of Life.